# 臺灣短胸螢金花蟲
臺灣短胸螢金花蟲（学名：Paraplotes taiwana）为金花蟲科短胸螢金花蟲屬下的一个种。